# Kiełtyki
Kiełtyki – wieś sołecka w Polsce położona w województwie mazowieckim, w powiecie płockim, w gminie Mała Wieś.
Wieś szlachecka położona była w drugiej połowie XVI wieku w ziemi wyszogrodzkiej. W latach 1975–1998 miejscowość administracyjnie należała do województwa płockiego.